# 天主教尼姆教區
天主教尼姆教區（拉丁語：Dioecesis Nemausensis-Ucetiensis o Uticensis e Alesiensis）是法國一個羅馬天主教教區，屬蒙彼利埃總教區。
教區成立於4世紀，1877年4月27日主教加銜於澤和阿萊。
教區位於加爾省，2004年有教友364,523人（佔轄區總人口58.5%）、392個堂區、169名司鐸。現任教區主教為羅伯特·萊昂·瓦泰布萊德。